# Mozah bint Nasser al-Missned
Sheikha Moza bint Nasser al-Missned (em árabe: موزا بنت ناصر المسند; Al Khor,  8 de agosto de 1959) é uma das três consortes do Sheik Hamad bin Khalifa, ex-emir do Catar. Ela é co-fundadora e presidente da Qatar Foundation.

## Infância e educação
Moza é filha de Nasser bin Abdullah al-Missned, um conhecido ativista da oposição e ex-chefe da confederação al-Muhannada de Bani Hajer. Depois de ser libertado da prisão devido às suas atividades políticas e como um ato de desafio contra as políticas do ex-emir deposto Ahmad bin Ali al-Thani, Nasser bin Abdullah levou todo o clã al-Muhannada ao exílio auto-imposto no Kuwait em 1964. Nasser voltou ao Catar com sua família em 1977, ano em que sua filha Moza se casou com Hamad bin Khalifa al-Thani, quando ele era o herdeiro aparente do Catar. Ela se formou em Sociologia pela Qatar University em 1986 e tem mestrado em Políticas Públicas no Islã pela Hamad Bin Khalifa University. Foi premiada com o título honorário de Doutora em Letras Humanas da Virginia Commonwealth University em 2003. Também possui um doutorado honorário da Texas A&M, Carnegie Mellon, Imperial College London e da Georgetown University School of Foreign Service.
De acordo com uma investigação do Los Angeles Times publicada em julho de 2020, o filho de Sheikha Moza, Khalifa bin Hamad bin Khalifa al-Thani, foi aceito na USC como aluno transferido da faculdade comunitária Los Angeles Mission College depois que conheceu o presidente da USC, C. L. Max Nikias, em 2012, em Los Angeles, Califórnia, a pedido do administrador da USC, Thomas J. Barrack Jr.

## Áreas de trabalho
Moza co-fundou e preside a Qatar Foundation for Education, Science and Community Development (QF), criada em 1995. Também atuou como presidente da Silatech desde 2008, presidente da Arab Democracy Foundation e presidente do Conselho Supremo para Assuntos Familiares desde 1998. Ela é vice-presidente do Conselho Supremo de Educação desde 2002 e foi membro da UNESCO como Enviada Especial para Educação Básica e Superior em 2003. No ano de 2002, ela e o ex-emir Hamad bin Khalifa al-Thani abriram o Weill Cornell Medical College no Catar. É membro do Conselho de Supervisores da Weill Cornell Medicine. Além disso, ela é a presidente do Sidra Medical and Research Center, um hospital feminino e infantil de alta tecnologia em Doha. Ela também doou US$ 7,9 bilhões a esse centro médico. Moza trabalha com a ONU para apoiar a educação global e foi selecionada como Defensora das Nações Unidas para os Objetivos de Desenvolvimento Sustentável.
Em 2012, ela fundou a Fundação Education Above All (EAA) para melhorar o acesso à educação de qualidade nos países em desenvolvimento.  A EAA é parceira da UNICEF  e da UNESCO . 
Ela é proprietária da Le Tanneur, uma fabricante francesa de artigos de couro.  Além disso, ela foi nomeada como uma das 100 mulheres mais poderosas da Forbes em # 74.  Ela foi listada no 'Top 100 árabes mais poderosos' de 2013 a 2017 pela Gulf Business . 
Como consorte pública do emir, ela representou o Catar ao lado do marido e sozinha em muitos eventos internacionais, incluindo visitas de estado e casamentos reais. De acordo com a Vogue , ela personalizou designs de alta costura para atender às regras de modéstia do Catar.  Ela esteve envolvida com o Fashion Trust Arabia (FTA), lançado em setembro de 2018, que se concentra em designs de moda feminina. 

Conforme resumido pelo The New York Times em 2018, "Sheikha Moza é objeto de insultos escandalosos e muitas vezes misóginos na mídia saudita, dos Emirados e do Egito, onde ela é retratada como uma manipuladora sedenta de poder de homens fracos. 